# Valverde (Mogadouro)
Valverde é uma povoação portuguesa do Município de Mogadouro que foi sede da extinta Freguesia de Valverde, freguesia que tinha 24,21 km² de área e 133 habitantes (2011), e, por isso, uma densidade populacional de 5,5 hab./km².
A Freguesia de Valverde foi extinta (agregada) pela reorganização administrativa de 2012/2013, tendo o seu território sido agregado ao das Freguesias de Mogadouro, de Vale de Porco e de Vilar de Rei para criar a Freguesia de Mogadouro, Valverde, Vale de Porco e Vilar de Rei.

## População
| Totais e grupos etários | Totais e grupos etários | Totais e grupos etários | Totais e grupos etários | Totais e grupos etários | Totais e grupos etários | Totais e grupos etários | Totais e grupos etários | Totais e grupos etários | Totais e grupos etários | Totais e grupos etários | Totais e grupos etários | Totais e grupos etários | Totais e grupos etários | Totais e grupos etários | Totais e grupos etários |
| ----------------------- | ----------------------- | ----------------------- | ----------------------- | ----------------------- | ----------------------- | ----------------------- | ----------------------- | ----------------------- | ----------------------- | ----------------------- | ----------------------- | ----------------------- | ----------------------- | ----------------------- | ----------------------- |
|                         | 1864                    | 1878                    | 1890                    | 1900                    | 1911                    | 1920                    | 1930                    | 1940                    | 1950                    | 1960                    | 1970                    | 1981                    | 1991                    | 2001                    | 2011                    |
|                         | 544                     | 463                     | 505                     | 525                     | 492                     | 443                     | 471                     | 565                     | 560                     | 564                     | 374                     | 402                     | 276                     | 196                     | 133                     |
| i)                      |                         |                         |                         |                         |                         |                         |                         |                         |                         |                         |                         |                         |                         | 10                      | 6                       |
| ii)                     |                         |                         |                         |                         |                         |                         |                         |                         |                         |                         |                         |                         |                         | 17                      | 4                       |
| iii)                    |                         |                         |                         |                         |                         |                         |                         |                         |                         |                         |                         |                         |                         | 77                      | 54                      |
| iv)                     |                         |                         |                         |                         |                         |                         |                         |                         |                         |                         |                         |                         |                         | 92                      | 69                      |

```
i)
 0 aos 14 anos;
 ii)
 15 aos 24 anos; 
iii)
 25 aos 64 anos; 
iv)
 65 e mais anos	
```

## Aldeias
A freguesia era composta por duas aldeias:
- Valverde
- Quinta do Souto

## Aldeias Abandonadas
A Freguesia de Valverde era a que mais aldeias abandonadas tinha. A Quinta da Roca e a Quinta de Santo André são algumas das aldeias.